# Lilium 'Zanlotriumph'
Lilium 'Zanlotriumph' — сорт лилий из группы LO-гибриды VIII раздела по классификации третьего издания Международного регистра лилий.
В России, этот сорт лилий обычно реализуется под названием 'White Triumphator'.
Используется на срезку и в качестве декоративного садового растения.

## Биологическое описание
Высота растений 120—150 см.
Стебли зелёные.
Листья 22,5 × 3,5 см, зелёные.
Цветки воронкообразные, слабо-ароматные, белые со светло-зелёным горлом. Пятна и сосочки отсутствуют.
Пыльца жёлто-оранжевая.

## В культуре
Период до цветения: 90—100 дней.
ЛО-гибридам требуется сухая зимовка, которую осуществляют либо посредством укрытия посадок полиэтиленовой плёнкой перед наступлением осенних дождей, либо путём хранения луковиц в опилках или сфагнуме при низкой положительной температуре.